# Naoko Nishigai
Naoko Nishigai (jap. 西貝 尚子, Nishigai Naoko; * 22. Januar 1969) ist eine ehemalige japanische Fußballtorhüterin.

## Karriere

### Verein
Sie begann ihre Karriere bei Nikko Securities Dream Ladies. 1999 folgte dann der Wechsel zu OKI FC Winds.

### Nationalmannschaft
Im Jahr 1999 debütierte Nishigai für die japanischen Nationalmannschaft. Sie wurde in den Kader der Weltmeisterschaft der Frauen 1999 berufen. Insgesamt bestritt sie zwei Länderspiele für Japan.

## Errungene Titel

### Mit Vereinen
- Nihon Joshi Soccer League: 1996, 1997, 1998

### Persönliche Auszeichnungen
- Nihon Joshi Soccer League Best XI: 1999